# Geoffrey Chaucer
Geoffrey Chaucer (1340? nebo 1342/1343 – 25. října 1400 Londýn) byl největší básník anglického středověku. Jeho nejznámějším dílem jsou Canterburské povídky. Významně se podílel na správě věcí veřejných Anglického království jako dvořan, diplomat a státní úředník.

## Život ve stínu královského dvora
Geoffrey Chaucer byl synem zámožného ipswichského obchodníka s vínem Johna a Agnes de Copton, ale zřejmě trávil větší část svého dětství v Londýně. V letech 1354–1357 byl pážetem hraběnky Alžběty z Ulsteru. Už v té době se pokoušel o první lyrické skladby a popěvky. Roku 1359 se účastnil v oddíle hraběnčina manžela tažení do Francie v rámci stoleté války. Začátkem roku 1360 byl zajat a vykoupen králem. Až do roku 1367 toho o jeho životě moc nevíme. Z nepřímých svědectví je pravděpodobné, že se věnoval studiu. Od tohoto období byl váženým vládním úředníkem, často byl vysílán do ciziny na tajná diplomatická jednání, díky čemuž se naučil francouzsky a italsky. Na cestách se pravděpodobně seznámil i se svou ženou Filipinou, dcerou heroldského krále v Guyenne sira Gilese Roelta. Jejich manželství trvalo dvacet let, narodily se jim nejméně dvě děti. Filipina zemřela na podzim roku 1387.
V roce 1374 byl Geoffrey Chaucer jmenován velitelem celníků v londýnském přístavu. To mu umožnilo pořídit si vlastní statek v hrabství Kent, kam se přestěhoval v září 1386 poté, co nakrátko upadl v nemilost. Byl zvolen smírčím soudcem, poslancem do parlamentu a věnoval se literární tvorbě. Na svém největším díle, Canterburských povídkách, začal pracovat v roce 1385.

V roce 1389 se stal úředníkem zodpovědným za veškeré práce prováděné na palácích a ostatních královských nemovitostech. Během výkonu funkce byl na cestách několikrát přepaden a oloupen. O dva roky později Chaucer na toto místo rezignoval a přijal méně náročné místo vedoucího správce královského majetku v Somersetu. Zůstal v přízni královské rodiny i po státním převratu v roce 1399, kdy se do čela dostal nový král Jindřich IV. Pobíral pravidelnou roční rentu, psal dvorské básně a pracoval na Canterburských povídkách. V prosinci 1399 opustil Kent a pronajal si domek ve westminsterské klášterní zahradě. Brzy nato, v roce 1400, zemřel a byl pochován v místě, které je známé jako Poet's Corner ve Westminsterské katedrále.

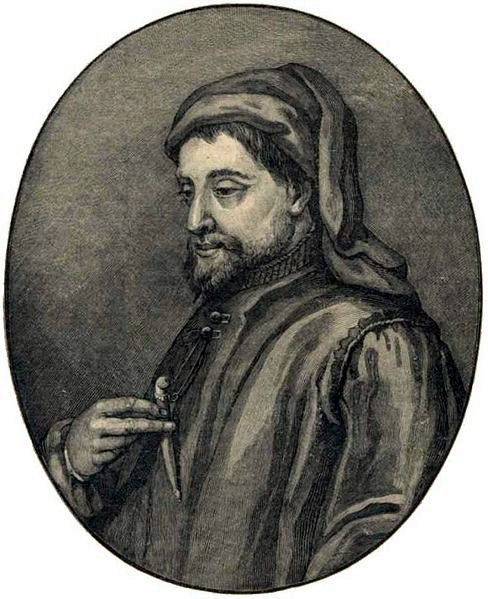
Geoffrey Chaucer

## Urození potomci
Společenský vzestup rodiny Geoffreye Chaucera pokračoval i po jeho smrti. Starší syn Thomas sloužil u královského dvora a stal se nejvyšším číšníkem. Chaucerova vnučka Alice (1404–1475) se velmi výhodně provdala za šlechtice Viléma de la Pole. S manželem měla syna Jana de la Pole (1442–1491 nebo 1492), který uzavřel sňatek s Alžbětou z Yorku, sestrou anglického krále Eduarda IV. Pravnuk básníka Geoffreye Chaucera se tak přiženil do královské rodiny a jeho potomci si jako zástupci Yorků ve válce růží opakovaně činili nároky na anglický trůn.

## Dílo

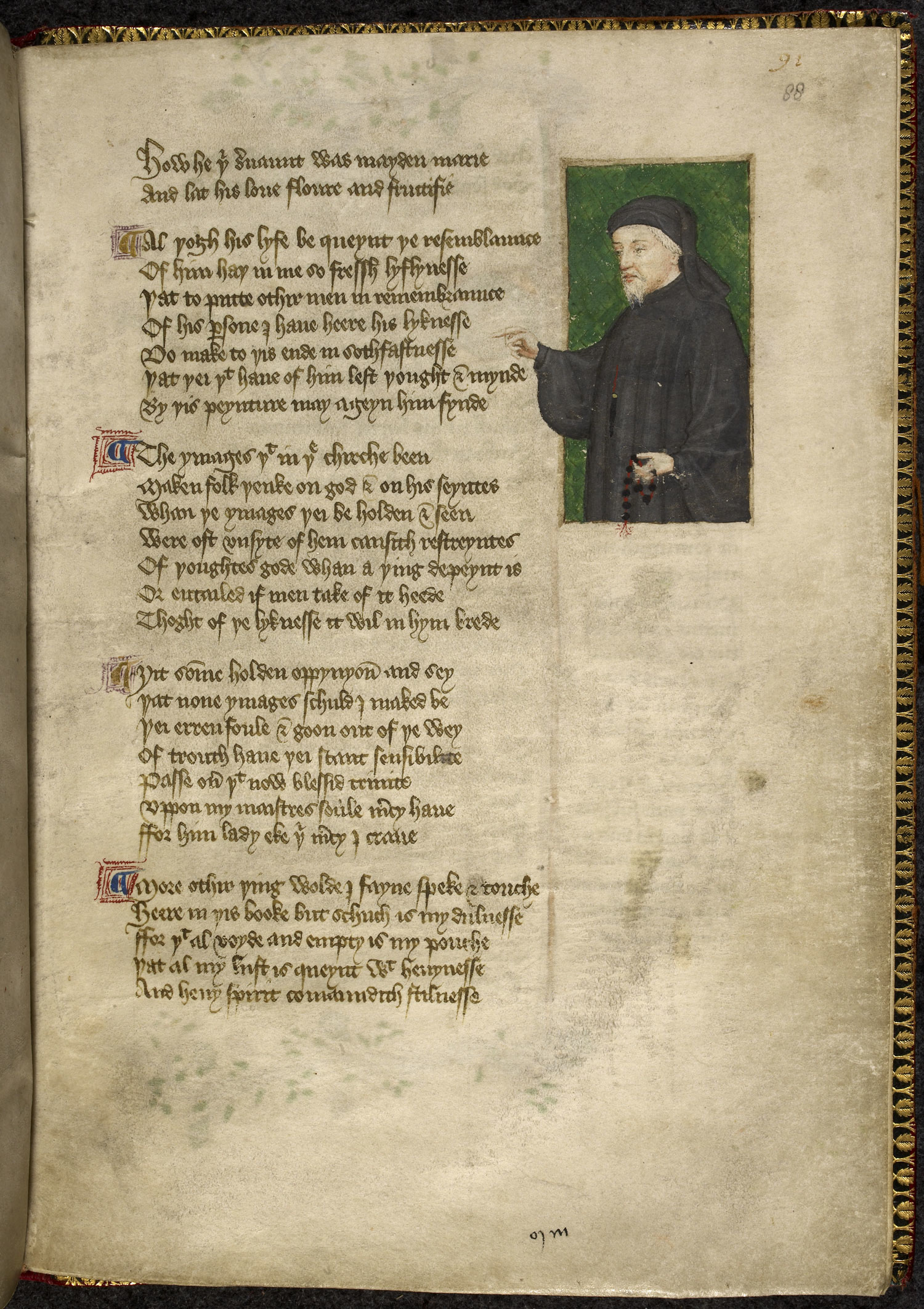
Portrét Chaucera od Thomase Hoccleva v knize Regiment of Princes (1412)

Jeho dílo bylo ovlivněno velkými italskými autory, jako byli Dante nebo Boccaccio. Mnohé z jeho prvních děl (Sen o rytíři, Dům slávy, Ptačí sněm nebo Troilus a Kriseida) se zabývají běžnými středověkými tématy, jako jsou snění a dvorská láska, ačkoliv jemu se vždycky podařilo prosadit do nich ještě nějakou svoji postavu. V druhé etapě své tvorby, asi do roku 1385 se přiklonil k realistickému ztvárňování životních a společenských námětů. Příkladem je veršovaný román Troilus a Criselda.
Canterburské povídky jsou Chaucerovým vrcholným dílem, ve kterém se inspiroval Boccacciovým Dekameronem: skupina poutníků cestujících z Londýna do Canterbury na hrob sv. Thomase Becketa a zpět se dohodne, že si budou postupně vyprávět příběhy, aby jim čas lépe ubíhal. Tento rámec umožnil Chaucerovi popsat jednotlivé charaktery všech možných typů a tříd a vyprávět příběhy všeho druhu - hrdinství opěvující i zesměšňující, hodně neslušné i mravoučně svaté, přičemž pro každou povídku použil styl hodící se k vypravěči. Chaucerův humor je rozverně veselý a s chutí používaný. Bohužel však toto dílo zůstalo nedokončené, původně mělo obsahovat 120 příběhů. Je napsáno 23 povídek prokládaných prology k jednotlivým povídkám a jeden prolog na začátku o schůzce společníků a jejich stručném představení. Scházejí se v hospodě U Kabátce v Southwarku, kde se 29 poutníků (+ Chaucer) dohodlo, že každý bude vyprávět 4 příběhy (2 na cestě tam, 2 na cestě zpět). Dílo obsahuje 18 000 veršů psaných pětistopým jambem.
Ztvárnil podněty francouzské rytířské epiky i italské renesanční literatury, do své poezie uvedl sedmiveršovou strofu s rýmem ababbcc, která se jmenuje královská nebo Chaucerova, a hrdinské dvojverší, veršované povídky a novely rámcově propojil postavou vypravěče. Ovlivnil mimo jiné Johna Lydgata, Roberta Henrysona a Williama Dunbara.
Za zvláštní rys jeho díla je označováno zobrazení žen, které je někdy považováno za sporné.[ujasnit]